# Solanoideae
Sous-famille
Les Solanoideae sont l'une des dix (ou douze) sous-familles de la famille des Solanaceae. Parmi les Solanaceae, les Solanoideae contiennent certains des genres et espèces parmi les  plus importants sur le plan économique, telles que la tomate (Solanum lycopersicon), la pomme de terre (Solanum tuberosum), l'aubergine (Solanum melongena), le piment (Capsicum spp.) ainsi que la mandragore et le datura stramoine (Datura stramonium).

## Liste des tribus
Cette sous-famille comprend plusieurs tribus bien établies  : Capsiceae, Datureae, Hyoscyameae, Juanulloeae, Lycieae, Nicandreae, Nolaneae, Physaleae, Solandreae et Solaneae. Elle comprend aussi les tribus discutées des  Mandragoreae et Jaboroseae.
Selon NCBI (5 août 2010) :
- tribu des Benthamielleae
- tribu des Capsiceae
- tribu des Datureae
- tribu des Hyoscyameae
- tribu des Jaboroseae
- tribu des Juanulloeae
- tribu des Lycieae
- tribu des Mandragoreae
- tribu des Nicandreae
- tribu des Nolaneae
- tribu des Physaleae
- tribu des Solandreae
- tribu des Solaneae
- Solanoideae incertae sedis

## Relations entre tribus
Les relations entre les tribus ont été récemment bien décrites. Les Nicandreae sont la tribu la plus basique  de la famille. Les Datureae sont au même niveau que les Physaleae, Capsiceae et Solaneae. Les Solaneae + (Physaleae + Capsiceae) forment un groupe  monophylétique bien établi, mais son placement exact au sein du clade n'est pas clair.